# ريتشارد إل. بير
ريتشارد إل. بير (بالإنجليزية: Richard L. Bare)‏ هو منتج أفلام ومونتير وكاتب سيناريو ومخرج أمريكي، ولد في 12 أغسطس 1913 في موديستو في الولايات المتحدة، وتوفي في 28 مارس 2015 في شاطئ نيوبورت في الولايات المتحدة.

## وصلات خارجية
- ريتشارد إل. بير على موقع IMDb (الإنجليزية)
- ريتشارد إل. بير على موقع ألو سيني (الفرنسية)
- ريتشارد إل. بير على موقع أول موفي (الإنجليزية)
- ريتشارد إل. بير على موقع قاعدة بيانات الأفلام السويدية (السويدية)
- ريتشارد إل. بير على موقع قاعدة بيانات الفيلم (الإنجليزية)
- ريتشارد إل. بير على موقع كينوبويسك (الروسية)